# Kałków (gromada w powiecie nyskim)
Kałków – dawna gromada, czyli najmniejsza jednostka podziału terytorialnego Polskiej Rzeczypospolitej Ludowej w latach 1954–1972.
Gromady, z gromadzkimi radami narodowymi (GRN) jako organami władzy najniższego stopnia na wsi, funkcjonowały od reformy reorganizującej administrację wiejską przeprowadzonej jesienią 1954 do momentu ich zniesienia z dniem 1 stycznia 1973, tym samym wypierając organizację gminną w latach 1954–1972.
Gromadę Kałków z siedzibą GRN w Kałkowie utworzono – jako jedną z 8759 gromad na obszarze Polski – w powiecie nyskim w woj. opolskim, na mocy uchwały nr VII/25/54 WRN w Opolu z dnia 4 października 1954. W skład jednostki weszły obszary dotychczasowych gromad Kałków, Jasienica Górna, Krasów, Łąka, Piotrowice Nyskie i Zwanowice ze zniesionej gminy Kałków w tymże powiecie. Dla gromady ustalono 19 członków gromadzkiej rady narodowej.
27 stycznia 1959, na mocy podpisanej w Warszawie 13 czerwca 1958 roku umowy między PRL i Czechosłowacją o ostatecznym wytyczeniu granicy państwowej, od gromady Kałków odłączono Krasów, włączając go do Czechosłowacji.
31 grudnia 1959 do gromady Kałków włączono obszar zniesionej gromady Buków oraz wieś Śliwice ze zniesionej gromady Meszno w tymże powiecie.
Gromada przetrwała do końca 1972 roku, czyli do kolejnej reformy gminnej.